# Koussay Ben Ghares
Koussay Ben Ghares (ar. قصي بن غرس ;ur. 31 marca 2003) – tunezyjski judoka. Uczestnik mistrzostw świata w 2022 i 2024. Startował w Pucharze Świata w 2022, 2024 i 2025. Zajął siódme miejsce na igrzyskach śródziemnomorskich w 2022. Triumfator igrzysk afrykańskich w 2023. Srebrny medalista igrzysk panarabskich w 2023. Zdobył siedem medali mistrzostw Afryki w latach 2021 - 2025 roku.